# 萨本铁
萨本铁（1900年2月3日—1987年9月19日），字必得，男，福州闽侯人，中国有机化学家，曾任中国化学会理事。

## 家庭
父亲萨福绥，母亲杨鹤龄，兄弟姐妹有萨本栋、萨本祥、萨本袚。